# Acido perbromico
L'acido perbromico, di formula HBrO4, è un acido del bromo.

## Proprietà
È un acido molto instabile e i suoi sali non possono essere formati dalla sostituzione del cloro nei perclorati, come vengono preparati i sali periodati. 
I suoi sali vengono chiamati perbromati.
È un acido forte, fortemente ossidante, ed è anche il meno stabile degli acidi alogeni con numero di ossidazione +7. 
Si decompone rapidamente in acido bromico e ossigeno.
Si può formare in determinate condizioni dall'anidride perbromica ed acqua:
Br2O7 + H2O = 2HBrO4